# أطنوح
قرية أطنوح هي إحدى القرى التابعة لمركز مرسى مطروح في محافظة مطروح في جمهورية مصر العربية. حسب إحصاءات سنة 2018، بلغ إجمالي السكان في أبو لهو البحري 1,976 نسمة، منهم 1,011 رجل و 965 امرأة.